# Gerhard Stolze
Gerhard Stolze (Dessau, 1º ottobre 1926 – Garmisch-Partenkirchen, 11 marzo 1979) è stato un tenore tedesco. Durante la sua carriera ha interpretato soprattutto opere di Richard Wagner.
Dopo aver completato gli studi a Dresda, debuttò nel 1949. Dal 1953 al 1961 cantò alla Staatsoper Unter den Linden, a Berlino, ma anche in molti altri teatri tedeschi, tra cui il Staatsoper Stuttgart, l'Opera di Amburgo e il Nationaltheater di Monaco.

## Discografia
- Con Georg Solti: L'anello del Nibelungo di Richard Wagner (ruolo: Mime nel Siegfried), Salomè di Richard Strauss (ruolo: Erode), Il flauto magico di Wolfgang Amadeus Mozart (ruolo:Monostatos)
- Con Herbert von Karajan: L'anello del Nibelungo di Richard Wagner (ruolo: Loge ne L'Oro del Reno e Mime nel Siegfried)
- Con Hans Knappertsbusch: I maestri cantori di Norimberga di Richard Wagner (ruolo: David)
- Con Eugen Jochum: Carmina Burana di Carl Orff
- Con Wolfgang Sawallisch: Tannhäuser di Richard Wagner (ruolo: Walther von der Vogelweide)
- Con Georg Solti: Il flauto magico di Wolfgang Amadeus Mozart (ruolo: Monostato)